# Bağbanlar (Biləsuvar)
Bağbanlar è un comune dell'Azerbaigian situato nel distretto di Biləsuvar. Conta una popolazione di 3.739 abitanti.